# Vandtårnet ved Ryomgård Station
Vandtårnet ved Ryomgård Station er et tidligere vandtårn beliggende ved Ryomgård Station opført i 1914. Tårnet er af den jysk/fynske type, der oprindeligt er tegnet af N.P.C. Holsøe, og som blev opført i mange eksemplarer, hvoraf de tilbageværende er tårnene i Langå og Skjern. Vandtårnet har efterfulgt et tidligere vandtårn, der fungerede ved jernbanen fra 1876.
Tidligere var der tale om en nedrivning af vandtårnet, der ikke længere blev benyttet, men en indsats fra den lokale borgerforening gjorde, at tårnet blev bevaret.
For at øge opmærksomheden omkring vandtårnet som et vartegn for Ryomgård er der i 2015 fremstillet grafiske repræsentationer i plakatform med rettigheder videregivet til Ryomgård Distriktsråd.